# Signe Ryge Petersen
Signe Ryge Petersen (født 1970) er en dansk journalist og tv-vært.
Hun er datter af journalist og tv-vært Søren Ryge Petersen og Margrethe Brogaard og blev uddannet cand.mag. i dansk og formidling i 1996. Fra 1995 blev hun kendt som vært på TV 2/Vejret, der dengang sendte fra Sprogø, men i 1998 skiftede hun til et job som vært og reporter på TV 2 ØST. Siden 2007 har hun været ansat på TV 2/Fyn, hvor hun er vært på stationens formiddagsprogram.
Privat er Signe Ryge Petersen bosat i Odense.
|  | Artiklen om Signe Ryge Petersen kan blive bedre, hvis der indsættes et (bedre) billede Du kan hjælpe ved at afsøge Wikimedia Commons for et passende billede eller uploade et godt billede til Wikimedia Commons iht. de tilladte licenser og indsætte det i artiklen. |